# Upside Foods
A Upside Foods, que antes se chamava Memphis Meats, é uma empresa de tecnologia de alimentos com sede em Berkeley, Califórnia. Ela tem como objetivo produzir carne cultivada de forma sustentável. A empresa foi fundada em 2015 por Uma Valeti ( CEO ), Nicholas Genovese ( CSO ) e Will Clem. Valeti era cardiologista e professor da Universidade de Minnesota .
A empresa tem como objetivo criar vários produtos de carne com a ajuda da biotecnologia, que permite que células-tronco se transformem em tecido muscular. Esses produtos serão produzidos em biorreatores.

## História
Em fevereiro de 2016, a Memphis Meats lançou um vídeo mostrando uma almôndega cultivada. Em março do ano seguinte, a empresa publicou um vídeo de pratos com frango e pato cultivados. Em fevereiro do ano seguinte a empresa informou que seu objetivo era produzir carne a um custo de 60 euros por quilo e entrar no mercado até 2020.
Em agosto de 2017, a Memphis Meats anunciou que havia arrecadado 17 milhões de dólares em uma rodada de financiamento da Série A. A rodada foi liderada pela DFJ e contou também com investimentos de personalidades como Bill Gates, Richard Branson, Suzy e Jack Welch, Cargill, Kimbal Musk e Atomico.
Inicialmente, o custo de produção da carne cultivada era de 40 mil dólares por quilo, enquanto o custo de produção da ave cultivada era de 20 mil dólares por quilo. Em junho de 2017, a empresa havia conseguido reduzir o custo de produção para menos de 2.400 dólares por libra (5.280 dólares por quilo). A empresa afirmou que esperava reduzir custos e lançar seus produtos comercialmente até 2021.
Em janeiro de 2020, a Memphis Meats arrecadou 161 milhões de dólares em uma rodada de financiamento da Série B. A rodada foi liderada pelo Softbank Group, Norwest e Temasek, e também contou com investimentos de Richard Branson, Bill Gates, Threshold Ventures, Cargill, Tyson Foods, Finistere, Future Ventures, Kimbal Musk, Fifty Years e CPT Capital. A empresa planeja utilizar os fundos para construir uma instalação piloto de produção e lançar seus produtos no mercado nos próximos anos.
Em maio de 2021, a empresa anunciou que mudaria seu nome para Upside Foods. Em setembro de 2021, o cofundador e diretor de ciência, Nicholas Genovese, e o vice-presidente de desenvolvimento de processos, KC Carswell, deixaram a empresa.
Em 4 de novembro de 2021, a Upside Foods inaugurou sua primeira fábrica de produção em grande escala, chamada "Centro de Engenharia, Produção e Inovação" (EPIC), em Emeryville, na Califórnia. Com uma área de 16.154 metros quadrados, ela é equipada com cubas e tubos movidos a energia renovável e tem capacidade para produzir 22.680 quilos de carne cultivada por ano, que serão vendidos comercialmente.

### Aprovação da FDA
Em 17 de novembro de 2022, o FDA concluiu um processo de consulta pré-mercado para a empresa vender seu frango cultivado ao público. Isso torna a Upside Foods a primeira empresa a concluir esta consulta pré-mercado. A FDA deixou claro em seu anúncio, no entanto, que isso não foi considerado um processo de aprovação.